# Medina Dešić
Medina Dešić (* 15. September 1993 in Erlenbach am Main) ist eine montenegrinische Fußballspielerin, die aktuell bei Werder Bremen unter Vertrag steht.

## Karriere

### Vereine
Dešić begann das Fußballspielen in Wertheim beim SV Dertingen, später wechselte sie zum FC Wertheim-Eichel. Mit dem Verbandsligisten stand sie 2011 im Finale um den badischen Verbandspokal, das mit 1:4 n. E. gegen den TSV Neckarau verloren wurde. Im Jahr darauf stieg sie mit ihrem Verein in die Oberliga Baden-Württemberg auf.
Zur Saison 2013/14 wechselte sie zum Zweitligisten ETSV Würzburg. Nach der Ausgliederung der Frauenabteilung als eigenständiger Verein im Jahr 2018 war sie für die Würzburg Dragons aktiv, deren Spiellizenz wiederum 2020 von den Würzburger Kickers übernommen wurde. Für die Kickers kam Dešić in der nachfolgenden Saison in der 2. Bundesliga Süd zum Einsatz.
Im Sommer 2021 wurde Dešić von RB Leipzig verpflichtet; zunächst erhielt sie einen Ein-Jahres-Vertrag, der später um ein weiteres Jahr verlängert wurde.
Zur Saison 2023/24 wurde sie vom Bundesliganeuling 1. FC Nürnberg verpflichtet.
Am 4. Juni 2025 wurde bekannt, dass Dešić von Werder Bremen verpflichtet wurde.

### Nationalmannschaft
Am 22. Januar 2020 debütierte Dešić im Freundschaftsspiel gegen Bosnien und Herzegowina in der Frauennationalmannschaft Montenegros. Ihr erstes Länderspieltor erzielte sie am 18. September 2020 im Qualifikationsspiel für die Europameisterschaft 2022 gegen die Ukraine; bei der 1:3-Niederlage traf sie in der 63. Minute zum zwischenzeitlichen 1:2.

## Erfolge
- Meister 2. Bundesliga: 2023 (mit RB Leipzig)

## Sonstiges
Dešić ist ausgebildete Industriekauffrau. Sie hat zwei Brüder, die ebenfalls fußballerisch aktiv sind/waren: Zajo (* 1983, u. a. für die Würzburger Kickers) und Medin (* 1997, u. a. für den Würzburger FV).